# Ana Miranda Paz
Ana María Miranda Paz (Cúntis, Pontevedra, 2 de maio de 1971) é uma jurista e política espanhola de ideologia nacionalista galega. É membra do Bloco Nacionalista Galego (BNG) no Parlamento Europeu, onde faz parte do grupo parlamentar Verdes/Aliança Livre Europeia (em castelhano:  Grupo de los Verdes/Alianza Libre Europea).

## Carreira acadêmica
Nasceu em 2 de maio de 1971, em Cúntis, na província de Pontevedra, na comunidade autônoma da Galiza, Espanha. Estudou direito na Universidade de Santiago de Compostela e na Universidade de Passau (Alemanha), especializando-se em direito europeu na Universidade da Corunha e na Universidade Católica de Lovaina (Bélgica).
É especialista em direito comunitário e possui uma vasta experiência no Parlamento Europeu. Entre 1998 e 1999, obteve a bolsa "Leonardo" para realizar estágio numa empresa de consultoria, em Bruxelas, e a bolsa de estágio no Conselho da União Europeia nas áreas de política regional e social.
Poliglota, é autora de numerosos artigos sobre direitos humanos, relações internacionais, migração e assuntos europeus.

## Eurodeputada

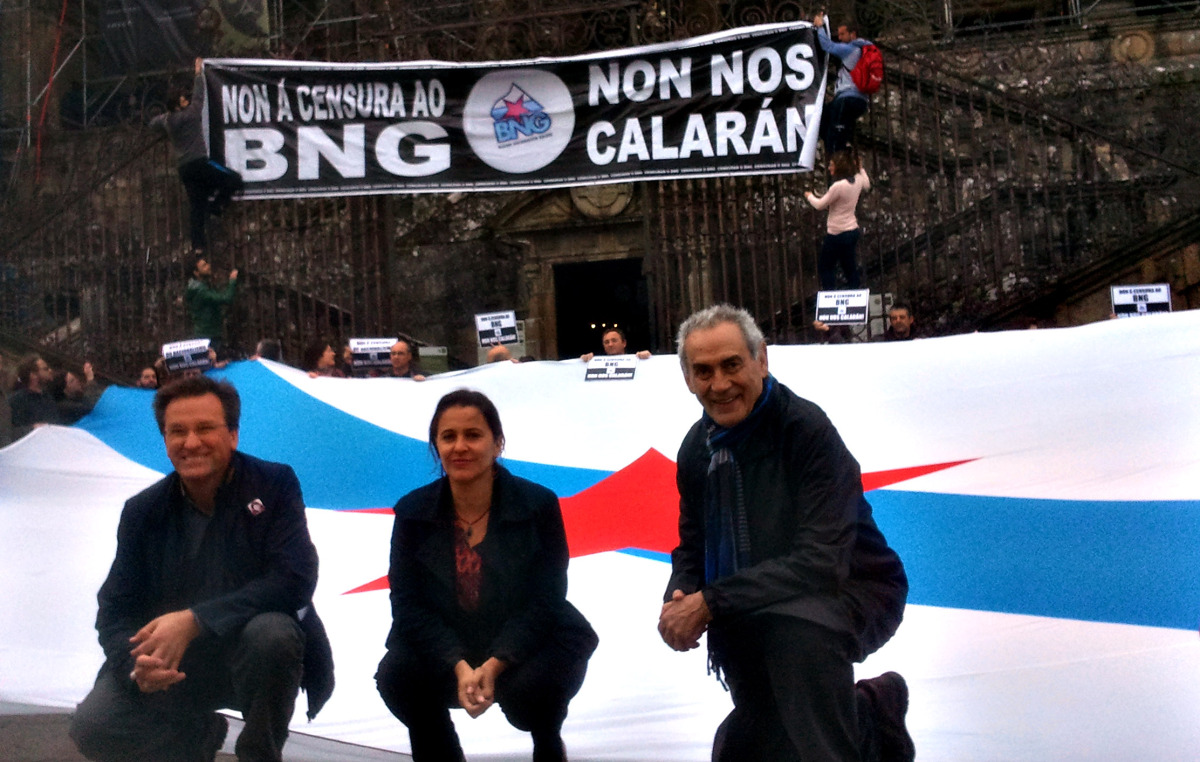
Entre Xavier Vence e Camilo Nogueira, na mobilização do BNG em frente à Catedral de Santiago de Compostela devido à exclusão da RTVG nos espaços eleitorais das eleições europeias de 2014.

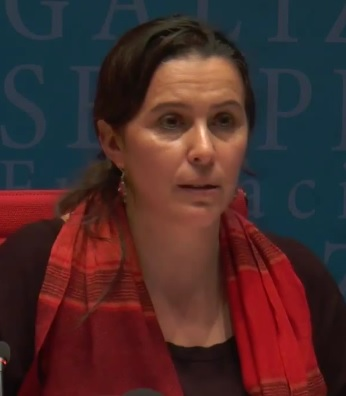
Em 2014.

Nas eleições para o Parlamento Europeu de 2009, representou o Bloco Nacionalista Galego (BNG) na lista Verdes/Aliança Livre Europeia, com a Esquerda Republicana da Catalunha (ERC) e outros nacionalistas de esquerda. Coincidindo com a mudança de presidência, em meados do sétimo mandato no Parlamento Europeu, tomou assento, em Estrasburgo, em 16 de janeiro de 2012. As suas prioridades foram a participação na negociação dos fundos europeus (2014–2020), o setor naval, o setor agrícola e as restantes atividades dos chamados setores produtivos. Permaneceu no cargo até 9 de julho de 2013.
Nas eleições para o Parlamento Europeu de 2014 ficou em segundo lugar na lista eleitoral de Los Pueblos Deciden, uma coligação de EH Bildu, BNG e outras forças nacionalistas das Astúrias, Ilhas Canárias e Aragão. A candidatura obteve apenas um deputado; mas, na sequência dos acordos de coligação, Josu Juaristi (EH Bildu) lhe cedeu o assento, em fevereiro de 2018, quando faltava um ano e meio para o final da legislatura.
Em setembro de 2018, participou, entre outras coisas, de uma manifestação pró-Rússia organizada pela União Russa Letã, em Riga, capital da Letônia.
Nas eleições para o Parlamento Europeu de 2019, ficou em quarto lugar pela Agora Repúblicas, uma coligação de ERC, EH Bildu e BNG, entre outros. A candidatura obteve três deputados e, tal como na legislatura anterior, o representante Pernando Barrena (EH Bildu) cedeu o cargo quando faltava um ano e meio para o final da legislatura, desta vez, em 5 de setembro de 2022.
Em fevereiro de 2023, como membra adjunta da delegação do Parlamento Europeu para as relações com Israel, pretendia visitar o país com eles. Porém, após desembarcar em Tel Aviv, teve sua entrada recusada, pois já havia condenado a "ocupação" israelense da Palestina.
Nas eleições para o Parlamento Europeu de 2024, concorreu novamente pelo Agora Repúblicas obtendo o seu mandato de eurodeputada.